# Дискографія Big K.R.I.T.
Big K.R.I.T. — американський репер і хіп-хоп продюсер. Нижче наведено його сольну дискографію.

## Студійні альбоми
| Назва                     | Деталі альбому                                                                               | Найвищі чартові позиції | Найвищі чартові позиції | Найвищі чартові позиції | Найвищі чартові позиції |
| Назва                     | Деталі альбому                                                                               | США                     | US R&B                  | US Rap                  | Канада                  |
| ------------------------- | -------------------------------------------------------------------------------------------- | ----------------------- | ----------------------- | ----------------------- | ----------------------- |
| Live from the Underground | - Випущений: 5 червня 2012 - Лейбл: Def Jam Recordings - Формат: CD, завантаження музики, LP | 5                       | 1                       | 1                       | 57                      |
| Cadillactica              | - Випущений: 10 листопада 2014 - Лейбл: Def Jam Recordings - Формат: CD, завантаження музики | 5                       | 1                       | 1                       | —                       |

## Міні-альбоми
| Назва                                     | Деталі альбому                                                                 |
| ----------------------------------------- | ------------------------------------------------------------------------------ |
| R4 the Prequel                            | - Випущений: 7 червня 2011 - Лейбл: Def Jam - Формат: CD, завантаження музики  |
| 4eva N a Day (Road Less Traveled Edition) | - Випущений: 10 квітня 2012 - Лейбл: Def Jam - Формат: CD, завантаження музики |

## Мікстейпи
| Назва                                 | Деталі альбому               |
| ------------------------------------- | ---------------------------- |
| See Me on Top                         | - Випущений: 20 липня 2005   |
| See Me on Top II                      | - Випущений: 21 грудня 2005  |
| King of the Queen (Hood Fame Edition) | - Випущений: 11 серпня 2006  |
| See Me on Top III                     | - Випущений: 10 грудня 2008  |
| The Last King                         | - Випущений: 15 травня 2009  |
| K.R.I.T. Wuz Here                     | - Випущений: 4 травня 2010   |
| Return of 4Eva                        | - Випущений: 28 березня 2011 |
| Last King 2: God's Machine            | - Випущений: 19 серпня 2011  |
| 4eva N a Day                          | - Випущений: 5 березня 2012  |
| King Remembered in Time               | - Випущений: 10 квітня 2013  |
| See Me on Top IV                      | - Випущений: 16 вересня 2014 |
| It's Better This Way                  | - Випущений: 14 жовтня 2015  |

## Компіляції
| Назва       | Деталі альбому                                                                    |
| ----------- | --------------------------------------------------------------------------------- |
| All My Life | - Випущений: 20 листопада 2015 - Лейбл: RBC Records - Формат: Завантаження музики |

## Сингли

### Власні
| Назва                                                                  | Рік  | Найвища чартова позиція | Найвища чартова позиція | Найвища чартова позиція | Альбом                    |
| Назва                                                                  | Рік  | США                     | US R&B                  | US Rap                  | Альбом                    |
| ---------------------------------------------------------------------- | ---- | ----------------------- | ----------------------- | ----------------------- | ------------------------- |
| «No Wheaties» (з участю Currensy та Smoke DZA)                         | 2010 | —                       | —                       | —                       | K.R.I.T. Wuz Here         |
| «Country Shit»                                                         | 2010 | —                       | —                       | —                       | K.R.I.T. Wuz Here         |
| «Country Shit (Remix)» (з участю Ludacris та Bun B)                    | 2011 | —                       | 50                      | 20                      | Return of 4Eva            |
| «Faded» (разом з Boston George)                                        | 2011 | —                       | —                       | —                       |                           |
| «Money on the Floor» (з участю 8Ball & MJG та 2 Chainz)                | 2011 | —                       | 101                     | —                       | Live from the Underground |
| «Yeah Dat's Me»                                                        | 2012 | —                       | —                       | —                       | Live from the Underground |
| «What U Mean» (з участю Ludacris)                                      | 2012 | —                       | —                       | —                       | Live from the Underground |
| «Pay Attention» (з участю Rico Love)                                   | 2014 | —                       | —                       | —                       | Cadillactica              |
| «—» означає, що запис не потрапив до чарту чи не був виданий у країні. |      |                         |                         |                         |                           |

#### Промо-сингли
- 2012: «I Got This»

### Інших виконавців
| Назва | Рік  | Найвища чартова позиція | Найвища чартова позиція | Найвища чартова позиція | Альбом                            |
| Назва | Рік  | США                     | US R&B                  | US Rap                  | Альбом                            |
| --- | ---- | ----------------------- | ----------------------- | ----------------------- | --------------------------------- |
| «I'm Flexin'» (T.I. з участю Big K.R.I.T.)                                                                                 | 2011 | 66                      | 32                      | 23                      | Trouble Man                       |
| «Play the Game» (Statik Selektah з участю Freddie Gibbs та Big K.R.I.T.)                                                   | 2011 | —                       | —                       | —                       | Population Control                |
| «Patience» (AD з участю Big K.R.I.T.)                                                                                      | 2012 | —                       | —                       | —                       | Неальбомний сингл                 |
| «Jet Life» (Curren$y з участю Big K.R.I.T. та Wiz Khalifa)                                                                 | 2012 | —                       | 77                      | —                       | The Stoned Immaculate             |
| «Lights Down» (Statik Selektah та Termanology з участю Big K.R.I.T.)                                                       | 2012 | —                       | —                       | —                       | AGE: Open Season                  |
| «Gossip» (Big Boi featuring UGK and Big K.R.I.T.)                                                                          | 2012 | —                       | —                       | —                       | Vicious Lies and Dangerous Rumors |
| «Mayday» (Lecrae з участю Big K.R.I.T. та Ashthon Jones)                                                                   | 2012 | —                       | —                       | —                       | Gravity                           |
| «I'm Gone» (THEBLKHANDS з участю Big K.R.I.T.)                                                                             | 2012 | —                       | —                       | —                       | Serbia                            |
| «I'm On 2.0» (Trae tha Truth з участю Jadakiss, J. Cole, Kendrick Lamar, B.o.B, Tyga, Gudda Gudda, Bun B та Mark Morrison) | 2012 | —                       | —                       | —                       | Tha Blackprint                    |
| «—» означає, що запис не потрапив до чарту чи не був виданий у країні.                                                     |      |                         |                         |                         |                                   |

## Інші пісні, що потрапили до чартів
| Назва | Рік  | Найвищі позиції | Найвищі позиції | Найвищі позиції | Альбом         |
| Назва | Рік  | США             | US R&B          | US Rap          | Альбом         |
| --- | ---- | --------------- | --------------- | --------------- | -------------- |
| «1 Train» (ASAP Rocky за участі Kendrick Lamar, Joey Badass, Yelawolf, Danny Brown, Action Bronson та Big K.R.I.T.) | 2013 | 103             | 31              | 25              | Long.Live.ASAP |

## Гостьові появи
- 2010: «Airborn» (Bobby Creekwater з участю Killer Mike та Big K.R.I.T.)
- 2010: «Check the Sign» (Bun B з уч. Big K.R.I.T.)
- 2010: «Coming From» (Slim Thug з уч. J-Dawg та Big K.R.I.T.)
- 2010: «End of the Night» (P.Watts з уч. Sean Haynes та Big K.R.I.T.)
- 2010: «Etc Etc» (Smoke DZA з уч. Curren$y та Big K.R.I.T.)
- 2010: «Get By» (Mickey Factz з уч. Big K.R.I.T.)
- 2010: «Glass House» (Wiz Khalifa з уч. Curren$y та Big K.R.I.T.)
- 2010: «Hold You Down» (Remix) (Laws з уч. Big K.R.I.T. та Emilio Rojas)
- 2010: «In tha Morning» (YG з уч. Big Sean, Ty$ та Big K.R.I.T.)
- 2010: «Make My» (The Roots з уч. Dice Raw та Big K.R.I.T.)
- 2010: «No Wheaties» (Smoke DZA з уч. Curren$y та Big K.R.I.T.)
- 2010: «Nothing Like Me» (Kent Money з уч. Big K.R.I.T.)
- 2010: «On the Corner» (Smoke DZA з уч. Bun B та Big K.R.I.T.)
- 2010: «Skybourne» (Curren$y з уч. Smoke DZA та Big K.R.I.T.)
- 2010: «The Secret» (Smoke DZA з уч. Big K.R.I.T.)
- 2011: «1st Class» (Smoke DZA з уч. Big Sant та Big K.R.I.T.)
- 2011: «5 on the Kush» (B.o.B з уч. Bun B та Big K.R.I.T.)
- 2011: «Beautiful» (Talib Kweli з уч. Outasight та Big K.R.I.T.)
- 2011: «Black Soul» (Gilbere Forte з уч. Big K.R.I.T.)
- 2011: «Born on the Block» (Big Sid з уч. Killer Mike та Big K.R.I.T.)
- 2011: «Cruise Control» (Mike Jaggerr з уч. Big K.R.I.T.)
- 2011: «End of the Night» (P.Watts з уч. Sean Haynes та Big K.R.I.T.)
- 2011: «Full of Shit» (Rittz з уч. Yelawolf та Big K.R.I.T.)
- 2011: «Gotta Get Paid» (Smoke DZA з уч. Big K.R.I.T.)
- 2011: «Grippin' on the Wood» (Pimp C з уч. Bun B та Big K.R.I.T.)
- 2011: «Hometeam» (Wes Fif з уч. CyHi the Prynce, Dreamer (з Hollyweerd) та Big K.R.I.T.)
- 2011: «I Have Dreams» (Blood Type з уч. Big K.R.I.T.)
- 2011: «I'm on Fire» (Ludacris з уч. Big K.R.I.T.)
- 2011: «Look at Me» (Eldorado Red з уч. Big K.R.I.T.)
- 2011: «M I Crooked Letter» (Boo Rossini з уч. Big K.R.I.T.)
- 2011: «Make My» (The Roots з уч. Dice Raw та Big K.R.I.T.)
- 2011: «Murder (Act II)» (CunninLynguists з уч. Big K.R.I.T.)
- 2011: «On the Corner» (Smoke DZA з уч. Bun B та Big K.R.I.T.)</small